# Rathaus (Strichen)

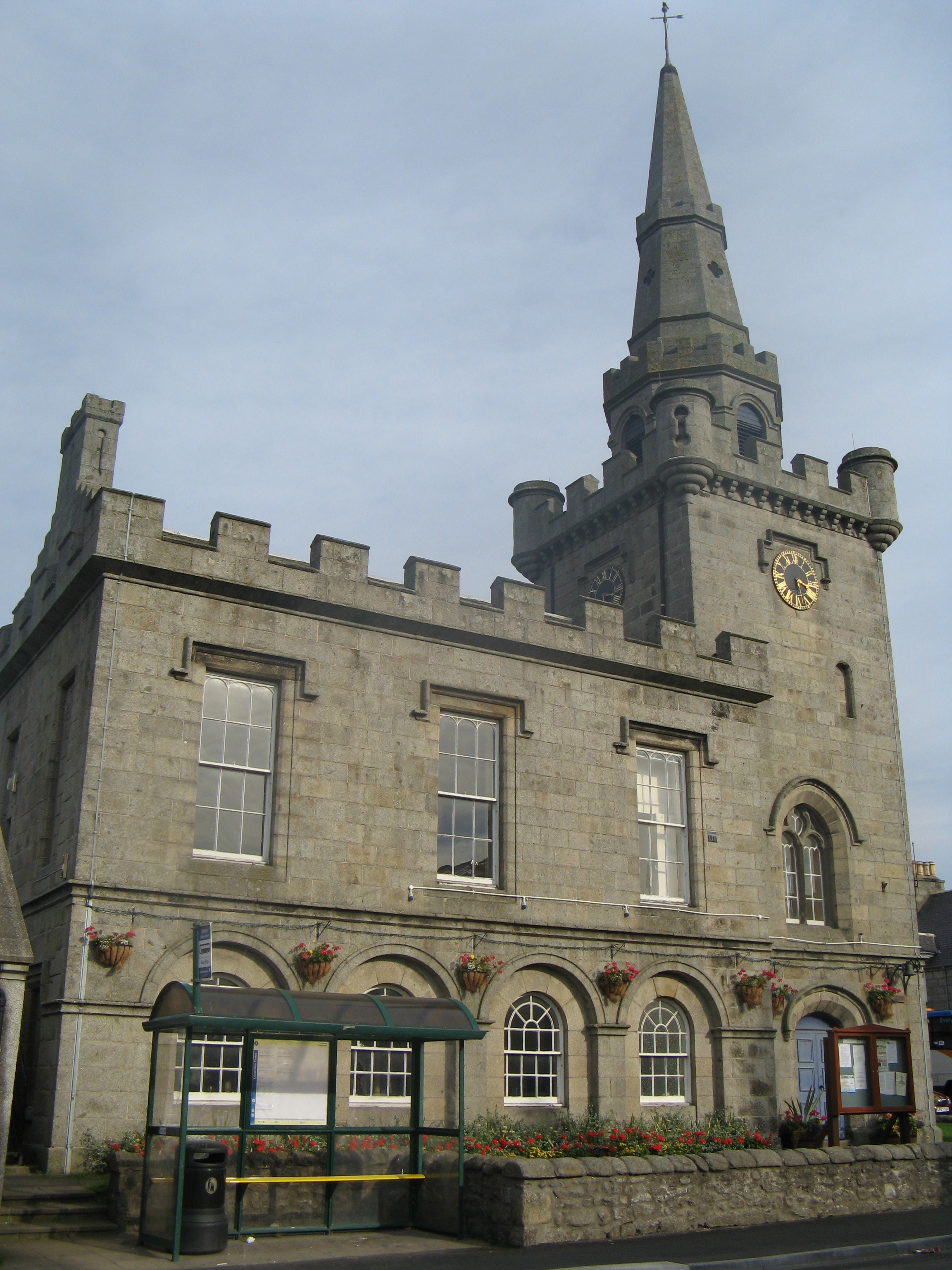
Rathaus von Strichen

Das Rathaus von Strichen befindet sich in der schottischen Ortschaft Strichen in der Council Area Aberdeenshire. 1971 wurde das Bauwerk in die schottischen Denkmallisten in der höchsten Denkmalkategorie A aufgenommen.

## Geschichte
Das Gebäude steht an prominenter Position an der Kreuzung von High Street und Bridge Street im Zentrum der 1764 von Lord Strichen begonnenen Planstadt Strichen. Es wurde im Jahre 1816 nach einem Entwurf des in Aberdeen ansässige schottische Architekten John Smith errichtet. Für die Gesamtkosten in Höhe von 2000 £ kam die Witwe des Enkels von Lord Strichen auf. Die Glocke des Glockenturms wurde im Jahre 1818 von Thomas Mears gefertigt. 2011 wurde das mittlerweile ungenutzte Rathaus in das Register gefährdeter denkmalgeschützter Bauwerke in Schottland aufgenommen. 2013 wurde sein Zustand jedoch als gut bei gleichzeitig minimaler Gefährdung eingestuft.

## Beschreibung
Das Rathaus erinnert stilistisch an die typische Architektur einer schottischen Tolbooth aus dem 16. Jahrhundert. Es ist klassizistisch ausgestaltet, weist jedoch auch tudorgotische Details auf. Sein Mauerwerk besteht aus fein gearbeiteten Granitquadern, die zu einem Schichtenmauerwerk verbaut wurden.
Das längliche Gebäude ist zweigeschossig ausgeführt. Ebenerdig sind vier Rundbogenfenster eingelassen, während im Obergeschoss drei hohe längliche Fenster mit schlichten Bekrönungen eingesetzt sind. Aus einem zeitgenössischen Gemälde geht hervor, dass die Rundbögen früher eine offene Arkade bildeten, in deren Nischen Verkaufsstände aufgebaut waren. Die Fassade schließt mit einer auskragenden Zinnenbewehrung. An der Nordostseite schließt sich ein vierstöckiger Glockenturm an. Während die Öffnungen der Obergeschosse spitzbogig ausgeführt sind, schließt das Hauptportal am Fuße mit einem Segmentbogen. Der Turm ist mit auskragender Zinnenbewehrung und Ecktourellen ausgeführt. Darüber ist er oktogonal fortgeführt und schließt mit einem spitzen Helm.